# Palais Maccarani

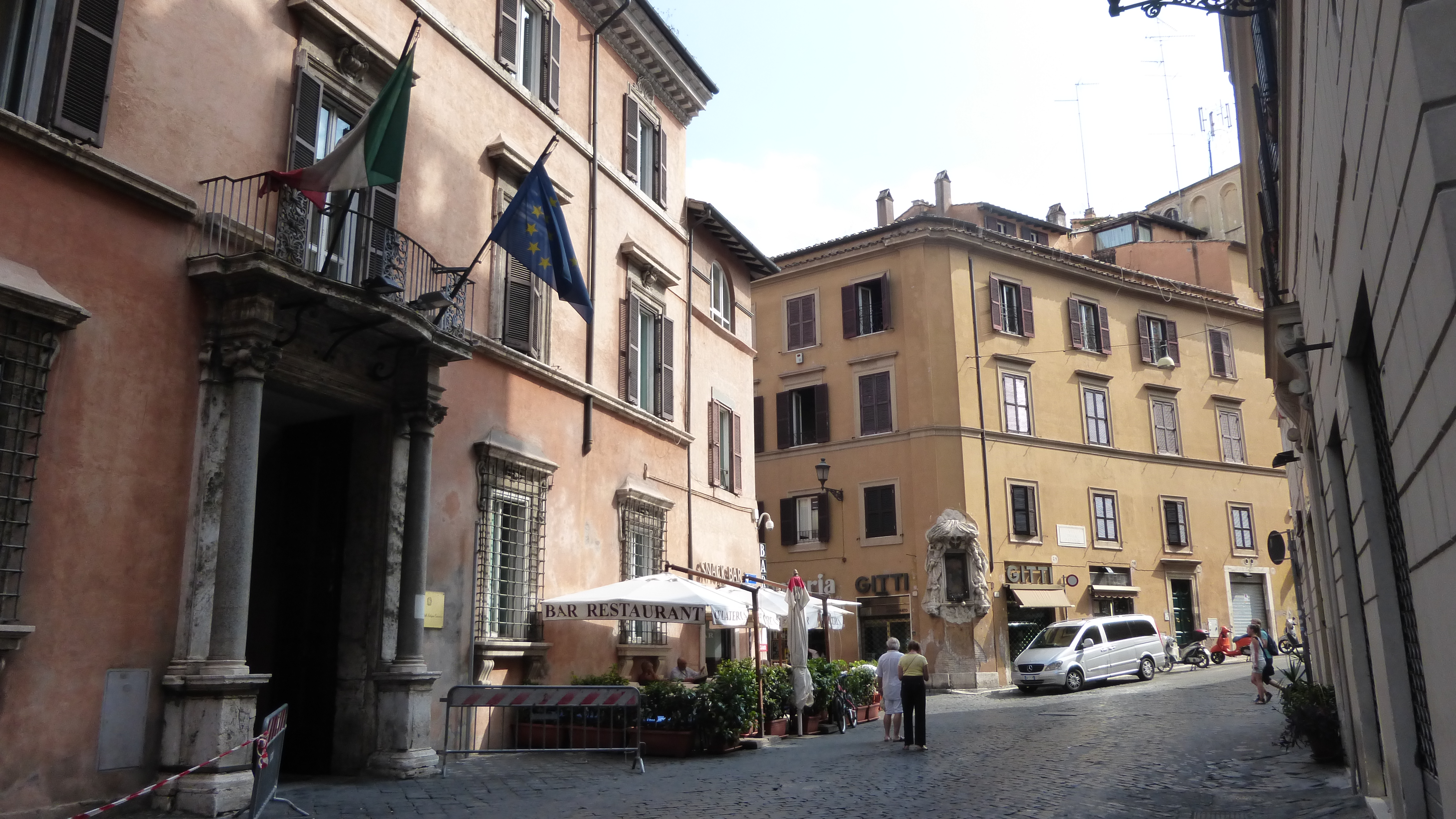
Vue du palais sur Largo Pietro di Brazzà sur la gauche. Au fond, le début de Via della Dataria.

Le palais Maccarani est un palais du XVIIe siècle, situé dans le rione Trevi à Rome. 

## Histoire
La célèbre famille Maccarani possédait deux palais du XVIe siècle sur la Via dell'Umilità et le Palazzo Maccarani Stati, en face de l'église de Sant'Eustachio. L'un d'entre eux, le Palazzo Alli Maccarani, est situé Via dell'Umiltà. L’autre, au numéro 86 Largo Pietro di Brazzà, est actuellement occupée par l’Agenzia per la Coesione Territoriale, un organisme public italien,.